# Dominion Theatre
Dominion Theatre – teatr znajdujący się przy ulicy Tottenham Court Road w dzielnicy Camden w Londynie, zaliczany do teatrów West Endu. Został zbudowany w latach 1928–1929. Dominion został otwarty dla publiczności 3 października 1929. Kilka dni po jego otwarciu nastąpił krach na giełdzie na Wall Street po nim nastał Wielki Kryzys dlatego dwa pierwsze spektakle Follow Through (1929) and Silver Wings (1930) zagrano tylko odpowiednio 148 i 120 razy.
W 1931 sytuacja się nieco poprawiła. Dominion został wynajęty przez Universal Pictures do wyświetlania „ruchomych obrazów”, dzisiejszego filmu. Pierwszym wyświetlanym tam filmem była niema produkcja z 1925 The Phantom of the Opera, do której dodano dźwięk i dialogi. Następnie wyświetlano City Lights z Charliem Chaplinem. Jak się niedługo okazało, nie było to wystarczające, aby ustabilizować sytuację finansową, i w 1933 budynek został przejęty przez The Gaumont - British Picture Corporation i wykorzystywany głównie jako kino, a okazjonalnie jako miejsce do różnych przedstawień. Jednym z nich był spektakl z udziałem Judy Garland  pt. The Judy Garland Show.
Począwszy od końca lat 70. do późnych lat 80. w Dominion odbywały się głównie koncerty. Na jego scenie można było usłyszeć np. Davida Bowiego, Madness, The Pointer Sisters, The Four Tops, Bon Jovi czy Vana Morrisona. Od 1980 funkcjonuje z powrotem tylko i wyłącznie jako teatr. Wystawiano tu znane produkcje: Time, Grand Hotel, Barnum, Piękna i bestia, Grease, Scrooge czy Notre Dame de Paris Victora Hugo.
W 2002 odbyła się tutaj premiera musicalu We Will Rock You, opartego na twórczości zespołu Queen, stworzonego przez gitarzystę zespołu Briana Maya i brytyjskiego komika Bena Eltona. Był on grany od 14 maja 2002 do 31 maja 2014.
W październiku 2009 został włączony do amerykańskiej grupy teatralnej Nederlander Organization. 
W 2014 Dominion przeszedł remont i ponownie otworzył swoje drzwi dla publiczności 16 września tego samego roku. Dwupoziomowa widownia teatru może pomieścić 2175 widzów.
Pierwszym musicalem po remoncie była wystawiana przez 7 tygodni Evita Tima Rice'a i Andrew Lloyda Webbera. 
Między 2014 i 2016 można było zobaczyć również White Christmas, Lord of The Dance Michaela Flatleya i Elfa z Benem Forsterem i Kimberley Walsh. W 2016 musicalowa wersja Jeffa Wayne'a The War od The Worlds wystawiana była przez 10 tygodni, następnie przez 6 miesięcy publiczność mogła oglądać The Bodyguard: The Musical z Beverley Knight w roli Rachel Marron. W 2017 przygotowaną produkcję An American In Paris.